# Ilsfeld
Ilsfeld est une commune de Bade-Wurtemberg (Allemagne), située dans l'arrondissement de Heilbronn, dans la région de Heilbronn-Franconie, dans le district de Stuttgart.

## Jumelages
- Ottery St Mary (Angleterre) depuis 2003[1]

## Personnalités
- Johann Christoph Schwab, philosophe, né à Isfeld en 1743